# Jafnafell (kulle i Island, Norðurland eystra)
Jafnafell är en kulle i republiken Island. Den ligger i regionen Norðurland eystra, 260 km nordost om huvudstaden Reykjavík. Toppen på Jafnafell är 501 meter över havet, eller 142 meter över den omgivande terrängen. Bredden vid basen är 8,8 km.
Trakten runt Jafnafell är nära nog obefolkad, med mindre än två invånare per kvadratkilometer. Det finns inga samhällen i närheten. Omgivningarna runt Jafnafell är i huvudsak ett öppet busklandskap.